# Lucrezia Bori

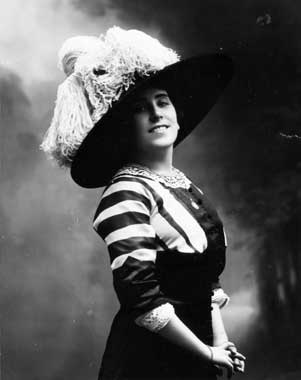
Lucrezia Bori

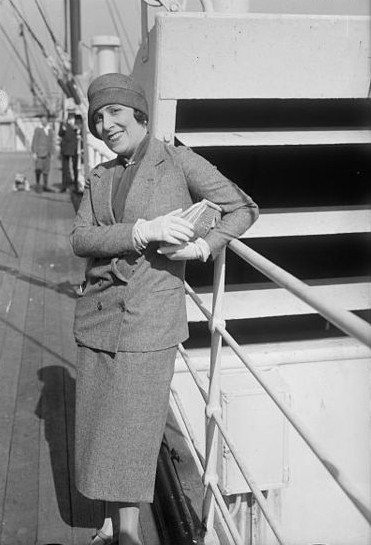
Lucrezia Bori

Lucrezia Bori (* 24. Dezember 1887 in Valencia als Lucrezia y Borja Gonzales de Riancho; † 14. Mai 1960 in New York City) war eine spanische Opernsängerin (Sopran).

## Leben
Bori studierte Klavier und Musiktheorie am Konservatorium von Valencia. Bei einer Italienreise 1908 wurde ihre Stimme entdeckt, und sie erhielt dort eine Gesangsausbildung, unter anderem bei Melchiorre Vidal in Mailand. 1908 gab sie ihr Bühnendebüt als Micaëla in Bizets Carmen am Teatro Adriano in Rom. Auftritte an verschiedenen italienischen Theatern (darunter dem Teatro San Carlo in Neapel) folgten. 1910 wurde sie als Manon Lescaut für ein Gastspiel der New Yorker Metropolitan Opera in Paris verpflichtet und daraufhin auf Ersuchen von Arturo Toscanini an der Mailänder Scala engagiert. Dort debütierte sie als Carolina in Cimarosas Il matrimonio segreto und sang den Octavian in der italienischen Erstaufführung von Richard Strauss’ Rosenkavalier. Im gleichen Jahr debütierte sie auch am Teatro Colón in Buenos Aires, an dem weitere Gastspiele folgen sollten.
Am 11. November 1912 debütierte sie an der New Yorker Metropolitan Opera wiederum in der Titelrolle von Puccinis Manon Lescaut als Bühnenpartnerin von Enrico Caruso. Dort sang sie in der Folge zahlreiche Hauptrollen des italienischen Fachs und wurde von der Kritik hymnisch gelobt. Auch in Boston wurde sie als Madama Butterfly stürmisch umjubelt.
Nachdem sich an ihren Stimmbändern Knötchen gebildet hatten, musste sie sich nach einer erfolglosen Operation 1915 von der Bühne zurückziehen. Nach einer weiteren Operation, langer Schonung (sie sagte selbst, dass sie damals ein Jahr lang kein Wort sprach) und dann intensivem Studium feierte sie 1919 ihr Comeback an der Opéra de Monte Carlo als Zerlina in Mozarts Don Giovanni.
1919 kehrte sie als Mimi an der Seite von Beniamino Gigli an die Metropolitan Opera zurück und sang dort weitere 17 Jahre lang als Publikumsliebling die großen Rollen des italienischen und französischen Repertoires, darunter viele US-amerikanische Erstaufführungen (unter anderem Così fan tutte, La vida breve, L'heure espagnole und La Rondine). Daneben gab sie weltweit Gastspiele und Konzerte. Regelmäßig war sie beim Ravinia Festival in Highland Park bei Chicago zu Gast.
Ihren Bühnenabschied am 29. März 1936 beging sie mit einer Gala-Vorstellung an der Metropolitan Opera, nach über 600 Vorstellungen in 29 Partien an diesem Theater. Bori selbst sang Szenen aus Manon und La traviata, außerdem traten Kirsten Flagstad, Lauritz Melchior, Elisabeth Rethberg, Ezio Pinza, Rosa Ponselle, Giovanni Martinelli, Lawrence Tibbett und Richard Crooks ihr zu Ehren auf. Nach dem Ende ihrer Bühnenkarriere wurde sie als erste Frau in das Board of Directors der New Yorker Met aufgenommen und war Vorsitzende des Fördervereins Metropolitan Opera Guild. In Konzerten trat sie noch einige Jahre auf, auch einige Tonaufnahmen folgten noch ihrem Bühnenabschied.
Obwohl sie die großen Rollen des Verismo in der Blütezeit dieser Stilrichtung sang, war ihr Gesangsstil klassischen Vorbildern verhaftet, und auch ihre eher kleine und zarte Stimme unterscheidet sich deutlich von der anderer Verismo-Diven. Der Kritiker Jürgen Kesting sieht Lucrezia Boris Leistung darin, dass sie „den Nuancen, den Feinheiten, dem Lyrismus des Singens vertraute in einer Epoche, in welcher die meisten Diven den lauten, grellen und groben Effekten erlagen“.

## Bühnenrollen
(Auswahl)
- Georges Bizet: Carmen – Micaëla
- Domenico Cimarosa: Il matrimonio segreto – Carolina
- Claude Debussy: Pelléas et Mélisande – Melisande
- Gaetano Donizetti: L’elisir d’amore – Norina
- Manuel de Falla: La vida breve – Salud
- Charles Gounod: Roméo et Juliette – Juliette
- Engelbert Humperdinck: Königskinder – Gänsemagd
- Ruggero Leoncavallo: Pagliacci – Nedda
- Franco Leoni: L’Oracolo – Ah-Yoe
- Carlos López Buchardo: El Sueño d’Alma – Alma (Uraufführung)
- Pietro Mascagni: Iris – Iris
- Pietro Mascagni: L’amico Fritz – Suzel
- Jules Massenet: Manon – Manon
- Italo Montemezzi: L’amore di tre re – Fiora
- Wolfgang Amadeus Mozart: Così fan tutte – Despina
- Wolfgang Amadeus Mozart: Don Giovanni – Zerlina
- Jacques Offenbach: Les Contes d’Hoffmann – Antonia, Giulietta
- Giacomo Puccini: La Bohème – Mimì
- Giacomo Puccini: Madama Butterfly – Cio-Cio San
- Giacomo Puccini: Manon Lescaut – Manon Lescaut
- Giacomo Puccini: La rondine – Magda
- Maurice Ravel: L’Heure espagnole – Concepción
- Nikolai Rimski-Korsakow: Snegurotschka – Snegurotschka
- Richard Strauss: Der Rosenkavalier – Octavian
- Deems Taylor: Peter Ibbetson – Mary (Uraufführung)
- Giuseppe Verdi: Falstaff – Alice Ford
- Giuseppe Verdi: Rigoletto – Gilda
- Giuseppe Verdi: La traviata – Violetta
- Ermanno Wolf-Ferrari: L’amore medico – Lucinda
- Ermanno Wolf-Ferrari: Il segreto di Susanna – Susanna

## Aufnahmen
- The Complete Victor Recordings, Volume 1: 1914–1925, Volume 2: 1925–1937 (Romophone, insgesamt 4 CDs)
- Duette mit Lawrence Tibbett, Tito Schipa, John McCormack, Beniamino Gigli
- Mascagni: Iris (IRCC)